# Enclisis nigricoxis
Enclisis nigricoxis är en stekelart som beskrevs av Jonathan 1999. Enclisis nigricoxis ingår i släktet Enclisis och familjen brokparasitsteklar. Inga underarter finns listade i Catalogue of Life.